# Il leopardo delle nevi
Il leopardo delle nevi è uno dei più famosi romanzi dello scrittore statunitense Peter Matthiessen. Fu pubblicato nel 1979. Narra la storia di un viaggio nel Distretto di Dolpo (Nepal), che dall'occupazione del Tibet è considerato l'ultimo rifugio della pura cultura tibetana. I protagonisti sono due uomini: lo zoologo George Schaller e l'autore del romanzo Peter Matthiessen che si recano sull'Himalaya con il proposito di studiare i comportamenti del bharal, la pecora blu dell'Himalaya e con la segreta speranza di incontrare un animale raro quanto elusivo. Il viaggio della durata di poco più di due mesi e della lunghezza di 250 miglia, diventa, per l'Autore, un pellegrinaggio alla scoperta di sé stesso e dei più profondi valori della vita.

## Edizioni
- Peter Matthiessen, Il leopardo delle nevi, traduzione di Francesco Franconeri, Milano, Arnoldo Mondadori Editore, 1980,  p. 312, OCLC 753956669.
- Peter Matthiessen, Il leopardo delle nevi, traduzione di Francesco Franconeri, Il cammello battriano, Vicenza, Neri Pozza, 2004,  p. 347, ISBN 978-88-7305-992-9.